# Tommy Bankhead
Tommy Bankhead (* 24. Oktober 1931 in Lake Cormorant, Mississippi, USA; † 16. Dezember 2000 in St. Louis) war ein amerikanischer Delta-Blues-Gitarrist und Sänger. Gelegentlich spielte er auch Bass, Schlagzeug und Mundharmonika. Er trat unter anderem mit Howlin’ Wolf, Sonny Boy Williamson und Albert King auf. Er veröffentlichte Alben unter seinem eigenen Namen sowie mit seiner Band Blues Eldoradoes.
Den Großteil seines Lebens verbrachte er in St. Louis, Missouri, wo er eine feste Größe des St. Louis Blues war.

## Diskographie

### Alben
- 2000: Message to St. Louis
- 2001: Please Mr. Forman
- 2002: Please Accept My Love[2]